# Universidad Autónoma del Caribe Fútbol Club
Universidad Autónoma del Caribe Fútbol Club, oftast enbart Uniautónoma FC eller UAC, är en fotbollsklubb från staden Barranquilla i Colombia och spelar sina hemmamatcher på arenan Estadio Metropolitano Roberto Meléndez som tar 49 612 åskådare vid fullsatt. Klubben grundades den 1 november 2010, men klubben grundades genom att Atlético de la Sabana flyttades till Barranquilla från Sincelejo (som i sin tur grundades genom att Córdoba FC flyttade till den staden från Montería). Räknar man från när Córdoba FC grundades, är grundandeår för klubben 2006. Uniautónoma vann den näst högsta divisionen i Colombia 2013 och kvalificerade sig därmed för spel i Categoría Primera A 2014. De kom under den första säsongen på sjuttonde plats och mötte därför Deportes Quindío i nedflyttningskvalet, som de lyckades vinna och därmed lyckades kvalificera sig för ytterligare en säsong i Primera A.